# PRETTY×CATION
《PRETTY×CATION》（全名：PRETTY×CATION -An Eternal Sweetheart's Every Day-）是日本AKABEiSOFT2公司的旗下品牌hibiki works在2014年4月25日發售的成人遊戲。CATION系列的第三作。

## 遊戲系統
ラブリーコール系統
玩家可以根據主角的名字選擇不同的預設暱稱，女主角在關係親密時會根據念出玩家所選擇的暱稱。
趣味同調系統
遊戲除了ADV模式也有SLG模式，玩家每回合可以選澤兩次收集不同道具來提升主角的能力值。部分能力值會影響特定劇情。
APPEND LIFE系統
遊戲官方網站在遊戲發售一年內每月固定開放下載各女主角的追加劇情。另外發售的角色生日歌曲專輯也有收錄女主角的生日劇情。

## 故事
主角由於雙親的工作關係而獨自一人前往東京並且住在叔母的公寓，原本對戀愛沒興趣的主角在叔母勉勵下決定尋找戀人開始新學期的生活。

## 角色

### 主要角色
主角
霧島學園2年B組的學生。原本是對戀愛沒興趣的草食男，在叔母的勉勵下決定開始尋找自己的戀愛。
朝霧希美（聲：花澤さくら）
生日：10月24日（天蠍座）　血型：O型　身高：156cm　三圍：B85/W59/H86
霧島學園2年B組的學生和班花。不希望被人知道而刻意隱瞞自己是個御宅族。
朝霧咲良（聲：綾音まこ）
生日：5月18日（金牛座）　血型：A型　身長：150cm　三圍：B76/W57/H80
霧島學園1年A組的學生，希美的妹妹。喜歡流行和看電影。
艾蕾克特莉琪卡·吉布森（聲：藤乃理香）
生日：3月11日（雙魚座）　血型：AB型　身長：162cm　三圍：B89/W60/H89
霧島學園2年D組的學生，來自俄羅斯的留學生，暱稱蕾琪。因為喜歡日本歷史文化而來到日本留學。
藥王寺小町（聲：鈴谷まや）
生日：8月5日（獅子座）　血型：O型　身長：159cm　三圍：B106/W63/H93
霧島學園的現代文老師。過去在農村長大，因為學生時代忙於老家旅館的工作和想成為老師而專注學業，所以對男性接觸不多沒有交往機會而處於單身。

### 其他角色
五十鈴伊吹（CV：羽高なる）
主角的叔母，公寓的管理員。
港未来（CV：渋谷ひめ）
霧島學園2年B組的學生。
隠岐甲斐路（CV：ゆうひ）
霧島學園2年B組的學生。
松岡老師（CV：植木亨）
霧島學園2年B組的班級老師。
彗星老師（CV：原田友貴）

火ノ山老師（CV：とうや）

## 主題歌
OP「Loving you」
作詞/作曲/編曲：西坂恭平　歌：霜月はるか
ED「同じ歩幅で、ずっと」
作詞/作曲/編曲：西坂恭平　歌：西坂恭平　歌：朝霧希美（花澤さくら）、朝霧咲良（綾音まこ）、エレクトリーチカ（藤乃理香）、薬王寺小町（鈴谷まや）

## 工作人員
- 原畫：おりょう
- 劇本：黒曜石
- BGM：Miyaji
- 背景：中村步
- 影片：神月社
- 監製：γ

## OVA
《PRETTY×CATION THE ANIMATION》由PinkPineapple在2016年發售的成人動畫。第一卷女主角是薬王寺小町、エレクトリーチカ・サプサン，第二卷女主角是朝霧姊妹。

### 各話列表
| 話數 | 日文標題 | 中文標題         | 發售日        |
| ---- | -------- | ---------------- | ------------- |
| ＃1  |          | 初戀，各自的距離 | 2016年3月25日 |
| ＃2  |          | 姊妹的初戀       | 2016年7月29日 |

### 工作人員
- 原作：『PRETTY×CATION』（hibiki works）
- 監督：雷火劍
- 劇本：筋肉✩羅生門
- 分鏡：どしだ友昭、咲坂守（＃2）
- 角色設計：呀龍（＃1）、鈴木貴人
- 演出：寺野龍
- 作畫監督：團千壽馬
- 音樂監督：神戶港一RX
- 製作人：満☆ピー
- 動畫製作：T-REX
- 製作：PinkPineapple

## CD
由Differencia發售的角色生日歌曲專輯，發售日是女主角的生日。
- PRETTY×CATION ラブラブバースデーコレクション vol.1 －薬王寺小町－

發售日：2014年8月5日
- PRETTY×CATION ラブラブバースデーコレクション vol.2 －朝霧希美－

發售日：2014年10月24日
- PRETTY×CATION ラブラブバースデーコレクション vol.3 －エレクトリーチカ・サプサン－

發售日：2015年3月11日
- PRETTY×CATION ラブラブバースデーコレクション vol.4 －朝霧咲良－

發售日：2015年5月18日

## 評價
PRETTY×CATION在Getchu.com的美少女遊戲大賞2014中獲得系統部門第5名。另外在萌えゲーアワード舉辦4月的月間賞中獲得第7名。

## 外部連結
- 官方網站（页面存档备份，存于）（日語）